# Tomato
Tomato — прошивка для WiFi-маршрутизаторов, основанная на HyperWRT. Поддерживает маршрутизаторы на чипах Broadcom.

## Возможности
- Управление через web-интерфейс, основанный на Ajax
- Управление через telnet и/или SSH
- Сервер DHCP
- Сервер/форвардер DNS
- Файрвол (iptables)
- Wake-on-LAN
- QoS (10 предопределённых классов QoS), графическое представление текущего трафика
- Управление полосой пропускания для клиентов
- Разные режимы работы:
  - Точка доступа (AP)
  - Беспроводной клиент
  - Мост Wifi-Ethernet
  - WDS
  - Wifi-повторитель (смешение WDS и AP)
- DDNS с профилями для популярных сервисов
- Просмотр протоколов (syslog) через веб-страницу управления
- Файловая система JFFS2
- Клиент CIFS
- Выбор мощности передатчика WiFi, 14 частотных каналов, выбор антенны.
- Увеличение времени ожидания для входа в режим восстановления (загрузки прошивки) после включения маршрутизатора. ('Boot wait' protection.)
- Перенаправление портов, UPnP, NAT-PMP
- Разграничение доступа пользователя
- Скрипты Init, Shutdown, Firewall, WAN-up.
- Просмотр состояния ОС (uptime, load average, free memory и др.)
- Перезагрузка требуется только в редких случаях
- Обнаружение сетей WiFi и просмотр из веб-интерфейса
- Подробная информация на боковой панели веб-страницы управления
- Неизменность конфигурации при обновлении прошивки

## Лицензия
Большая часть исходного кода Tomato лицензируется под GPL, но в состав прошивки включены проприетарные модули ядра.